# Tollin/Robbins Productions
Tollin Productions (или просто известная как TP и ранее известная как Tollin/Robbins Productions (или просто известная как TRP или T/RP) и также ранее известная как Marquee/Tollin/Robbins (или просто известная как MTR или M/T/R)) — была американской компанией по производству фильмов и телесериалов, созданной и управляемой Майком Толлином и Брайаном Роббинсом в 1994 году. Джо Давола также был неофициальным партнёром компании и был сопродюсером многих продуктов компании вместе с Толлином и Роббинсом с 1994 по 2013 год и с 2021 года по настоящее время.

## История
Компания Tollin/Robbins Productions была основана Брайаном Роббинсом и Майком Толлином в 1994 году, и её ранние шоу и ранние фильмы были документальными фильмами о спорте. В Warner Bros. он подписал первую общую сделку с создателем Райаном Мерфи, который в то время работал над телесериалом «Лучшие».
В 2002 году Tollin/Robbins Productions (TRP) подписала двухлетний контракт на право первого просмотра фильма с Paramount Pictures, имея при этом соглашение о совместном телевизионном предприятии с Warner Bros. По соглашению с Paramount, T/RP наняла Кэйтлин Скэнлон (англ. Caitlin Scanlon), чтобы она возглавила киноподразделение, которое создавало или производило 2-3 фильма в год.
В то время как два из их пилотных проектов рассматривались для программы на ABC в апреле 2003 года, Tollin/Robbins согласились на двухлетнее соглашение о разработке, включая двухлетний опцион, разделение прибыли и внешние продажи с Touchstone Television. В мае истёк срок действия соглашения T/RP с Warner Bros..
В рамках сделки со ABC Studios (ранее Touchstone Television) были разработаны два сериала: драма NBC «Непостижимое» и комедия ABC «Savages» (с англ. — «Дикари»), которые вышли на малые экраны в сезоне 2005—2006 годов, но были быстро отменены. Телестудия NBC Universal разорвала соглашение о производстве телепрограмм с T/RP в июне 2006 года, при этом телесериалы не производились в рамках сделки.
В марте 2007 года, когда истёк срок действия производственного контракта T/RP с Disney, Толлин и Роббинс решили сократить операции T/RP при этом они оба взялись за проект, независимый от T/RP. Роббинс подписал двухлетний производственный контракт с DreamWorks, в то время как Толлин работал над двумя фильмами: один для Lionsgate, а другой для Greenestreet Pictures и Mandeville Films. T/RP будет заниматься существующим производством и различными проектами, которые уже находятся в стадии разработки.
В марте 2010 года Tollin/Robbins подали в суд на Warner Bros. по обвинениям в неправомерных действиях на сумму 100 миллионов долларов по сравнению с прибылью от телесериала «Тайны Смолвиля» при продаже шоу филиалам The WB и The CW, а затем путём включения DC Comics в качестве процента от прибыли. В январе 2013 года Tollin Productions во внесудебном порядке урегулировала спор с Warner Bros..

## Фильмы
- Хэнк Аарон: Догоняя мечту[англ.] (1995)
- Шоу (1995)
- Отличный гамбургер (1997)
- Студенческая команда (1999)
- К бою готовы (2000)
- Летние игры (2001)
- Хардбол (2001)
- Большой толстый лжец (2002)
- Радио (2003)
- Высший балл (2004)
- Тренер Картер (2005)
- Мечтатель (2005)
- Лохматый папа (2006)
- Уловки Норбита (2007)
- Реальные кабаны (2007)

## Телесериалы
| Год(ы)    | Название                                            | Сеть            |
| --------- | --------------------------------------------------- | --------------- |
| 1994-2005 | Всякая всячина                                      | Nickelodeon     |
| 1996-2000 | Кинан и Кел                                         | Nickelodeon     |
| 1996-2002 | Арлисс                                              | HBO             |
| 1998-2001 | Кузен Скитер                                        | Nickelodeon     |
| 1999-2002 | Шоу Аманды                                          | Nickelodeon     |
| 2000-2001 | Ажиотаж                                             | The WB          |
| 2001-2011 | Тайны Смолвиля                                      | The WB / The CW |
| 2001-2002 | Комната кошмаров                                    | Kids' WB        |
| 2002-2003 | Шоу Ника Кэннона                                    | Nickelodeon     |
| 2002-2003 | Слэмбол                                             | TNN / Spike TV  |
| 2002-2006 | За что тебя люблю                                   | The WB          |
| 2002-2003 | Хищные птицы                                        | The WB          |
| 2003-2004 | Я с ней                                             | ABC             |
| 2003-2012 | Холм одного дерева                                  | The WB / The CW |
| 2004      | Дэйзы                                               | ABC             |
| 2005      | Глобальная частота                                  | The WB          |
| 2005      | Непостижимое                                        | NBC             |
| 2006      | Crumbs (с англ. — «Крошки»)                         | ABC             |
| 2006      | Bonds on Bonds (с англ. — «Облигации на облигации») | ESPN            |
| 2007      | Бронкс пылает                                       | ESPN            |
| 2012-2013 | Рок-н-ролл на выезде                                | TBS             |